# Plaque Rivera
Pour les articles homonymes, voir Rivera.
La plaque Rivera est une microplaque tectonique de la lithosphère de la planète Terre. Sa superficie est de 0,002 49 stéradians. Elle est généralement associée à la plaque de Cocos.
Elle se situe dans l'est de l'océan Pacifique, à la sortie du golfe de Californie. Elle est uniquement constituée de lithosphère océanique.
La plaque Rivera est en contact avec les plaques pacifique, nord-américaine et de Cocos.
Ses frontières avec les autres plaques sont notamment formées de la fosse d'Amérique centrale sur la côte pacifique du Mexique et de la dorsale du Pacifique Est sur le bord ouest de la plaque.
La plaque Rivera (avec les plaques de Cocos, Nazca, Juan de Fuca, Explorer et Gorda) constitue un reliquat de la plaque Farallon qui a presque totalement disparu par subduction sous le continent américain au Jurassique.
La plaque de Rivera se déplace à une vitesse de rotation de 4,692 3° par million d'années selon un pôle eulérien situé à 26° 70′ de latitude nord et 105° 20′ de longitude ouest (référentiel : plaque pacifique).
Elle a été ainsi nommée en hommage au peintre mexicain Diego Rivera.

## Sources
- (en) Peter Bird, An updated digital model of plate boundaries, vol. 4, Geochemistry Geophysics Geosystems, 14 mars 2003 (DOI 10.1029/2001GC000252, Bibcode 2003GGG.....4.1027B, lire en ligne)